# 吴岱
吴岱（1918年—1996年），中国人民解放军将领、中国人民解放军开国少将。
曾任中国人民解放军第三十八军政委。1955年，授予中国人民解放军少将。